# Морган, Лорри
Лорри Морган (Lorrie Morgan, род. 27 июня 1959) — американская кантри-певица и актриса. Она дочь Джорджа Моргана (1924—1975), вдова Кита Уитли, а также бывшая жена Джона Рэндалла и Сэмми Кершоу, которые также являются исполнителями кантри-музыки. Морган активно выступала как певица с 13 лет, а свой первый сингл записала в 1979 году. Наибольшего успеха она добилась в период с 1988 по 1999 год, записываясь на RCA Records и уже не существующей BNA Records. Её первые два альбома для RCA (Leave the Light On и Something in Red) и альбом для BNA Watch Me получили платиновые сертификаты Американской ассоциации звукозаписывающей индустрии (RIAA). Вышедший в 1995 году сборник Reflections: Greatest Hits стал её самым продаваемым альбомом, получившим двойную платиновую сертификацию; War Paint, Greater Need и Shakin’ Things Up, также выпущенные на BNA, получили золотые сертификаты.
Песни Морган более чем 40 раз входили в чарт Billboard Hot Country Songs, включая три сингла номер один: «Five Minutes», «What Part of No» и «I Didn’t Know My Own Strength», и ещё 11 хитов, вошедших в топ-10. Морган записывалась в сотрудничестве со своим отцом, а также с Уитли, Рэндаллом, Кершоу, Фрэнком Синатрой, Джонни Мэтисом, Тэмми Уайнетт, The Beach Boys, Долли Партон, Энди Уильямсом, New World Philharmonic и Пэм Тиллис. Она также является членом Grand Ole Opry. Музыкальный стиль Морган во многом определяется влиянием кантри-попа и её драматическим голосом, который часто сравнивают со стилем Тэмми Уайнетт.

## Биография
Лорри Морган (Loretta Lynn Morgan) родилась 27 июня 1959 года в Нашвилле (Теннесси). Она — пятый ребёнок певца кантри Джорджа Моргана (1924—1975). В возрасте 13 лет Лорри Морган впервые выступила в Grand Ole Opry, когда отец вывел её на сцену для исполнения песни «Paper Roses». По словам самой Морган, это выступление было встречено бурными аплодисментами. Отец Морган умер в 1975 году, поэтому она и участники его группы гастролировали по различным небольшим клубам до 1977 года, когда они распустились, и она начала гастролировать с Роем Уиггинсом. После этого она работала секретаршей, автором песен и демо-исполнителем в компании Acuff-Rose Music.

## Дискография
Дискография Лорри Морган включает десятки альбомов и синглов, в том числе, следующие релизы:

### Студийные альбомы
- 1989: Leave the Light On
- 1991: Something in Red
- 1992: Watch Me
- 1993: Merry Christmas from London
- 1994: War Paint
- 1995: Reflections: Greatest Hits
- 1996: Greater Need
- 1997: Shakin' Things Up
- 1998: Secret Love
- 1999: My Heart
- 1999: To Get to You: Greatest Hits Collection
- 2001: I Finally Found Someone Paint
- 2004: Show Me How
- 2008: I Walk Alone
- 2009: A Moment in Time
- 2013: Dos Divas (с Pam Tillis)
- 2016: Letting Go...Slow
- 2017: Come See Me and Come Lonely (с Pam Tillis)
- 2024: Dead Girl Walking

## Награды и номинации

### Academy of Country Music Awards
| Год  | Номинируемая работа           | Категория               | Результат | Ссылки |
| ---- | ----------------------------- | ----------------------- | --------- | ------ |
| 1983 | Lorrie Morgan                 | Top New Female Vocalist | Номинация | [ 6 ]  |
| 1991 | Lorrie Morgan                 | Top Female Vocalist     | Номинация | [ 6 ]  |
| 1992 | Lorrie Morgan                 | Top Female Vocalist     | Номинация | [ 6 ]  |
| 1992 | «Something in Red»            | Song of the Year        | Номинация | [ 6 ]  |
| 1993 | Common Thread                 | Album of the Year       | Номинация | [ 6 ]  |
| 1996 | Jon Randall and Lorrie Morgan | Top Vocal Duet          | Номинация | [ 6 ]  |

### Country Music Association Awards
| Год  | Номинируемая работа                            | Категория                   | Результат | Ссылки |
| ---- | ---------------------------------------------- | --------------------------- | --------- | ------ |
| 1989 | «Dear Me»                                      | Video of the Year           | Номинация | [ 7 ]  |
| 1990 | Lorrie Morgan                                  | Horizon Award               | Номинация | [ 7 ]  |
| 1990 | Lorrie Morgan                                  | Female Vocalist of the Year | Номинация | [ 7 ]  |
| 1990 | «'Til a Tear Becomes a Rose» (с Keith Whitley) | Vocal Event of the Year     | Победа    | [ 7 ]  |
| 1991 | Lorrie Morgan                                  | Female Vocalist of the Year | Номинация | [ 7 ]  |
| 1994 | Common Thread                                  | Album of the Year           | Победа    | [ 7 ]  |

### Grammy Awards
| Год  | Номинируемая работа                                              | Категория                                     | Результат | Ссылки |
| ---- | ---------------------------------------------------------------- | --------------------------------------------- | --------- | ------ |
| 1990 | «'Til a Tear Becomes a Rose» (с Keith Whitley)                   | Лучшее совместное кантри-исполнение с вокалом | Номинация | [ 8 ]  |
| 1993 | «Something in Red»                                               | Лучшее женское вокальное кантри-исполнение    | Номинация | [ 8 ]  |
| 1996 | «Hope: Country Music’s Quest for a Cure» (с разными музыкантами) | Лучшее совместное кантри-исполнение с вокалом | Номинация | [ 8 ]  |